# François-Nicolas Geslot
François-Nicolas Geslot est un chanteur lyrique haute-contre français, spécialisé dans le répertoire baroque.

## Biographie

### Apprentissage
François-Nicolas Geslot étudie le chant à Modène en Italie auprès du chanteur italien Arrigo Pola (en) grâce à une bourse d'études du Ministère de la Culture. Il débute un cursus à l'école d'Art Lyrique de l'Opéra de Bastille avec comme professeur la cantatrice franco-italienne Anna-Maria Bondi.

### Débuts
En 1994, il débute à l'opéra en doublure du personnage de Naraboth dans Salome de Richard Strauss à l'Opéra Bastille sous la direction de Chung Myung-Whung. Il sera repéré par André Engel lors de ces représentations sera intégré à la production, en tant que Troisième Juif, lors de sa tournée à Séoul. On le retrouve pas la suite dans le rôle du Chevalier de la Force dans le Dialogue des Carmélites de Francis Poulenc au Palais Garnier sous la direction de Cyril Diederich. La même année, il se produit dans l'opéra Acis et Galatée de Georg Friedrich Haendel avec l'Ensemble Mensa sonora à la Maison de la Culture d'Amiens, dirigé par Yves Repérant et mis en scène par Philippe Berling.
Il devient par la suite membre de la troupe de l'Opéra Comique pendant deux saisons.

### Carrière
En 1999, il chante le rôle du Baron Laur dans l'opéra contemporain de Kurt Weill Le Lac d'argent, sous la direction de Joël Suhubiette et mis en scène par Olivier Desbordes à l'Opéra-Théâtre de Massy. En 2003, on le retrouve dans l'opéra-bouffe de Jacques Offenbach La Vie parisienne mis en scène par Gilles Bouillon dans le rôle de Bobinet. L'Orchestre symphonique Région Centre-Tours y est dirigé par Jean-Yves Ossonce au Grand Théâtre de Tours.
François-Nicolas Geslot joue dans Le Bourgeois gentilhomme de Jean-Baptiste Lully et Molière en 2004, au Théâtre du Trianon à Paris. Dirigé par Vincent Dumestre avec le Poème harmonique et mis en scène par Benjamin Lazar, il joue avec la cantatrice Claire Lefilliâtre. Cette production tente de reproduire le style original des œuvres lyriques de cette époque, sous Louis XIV. En cela, la diction et la gestuelle baroque ont été étudiées et interprétées par les chanteurs sur scène.
Le chanteur fait partie de la distribution de la tragédie lyrique Médée de Marc-Antoine Charpentier en 2004 à l'Opéra de Versailles, dans le rôle de Jason dirigé par Hervé Niquet et le Concert spirituel avec les Chantres du Centre de musique baroque de Versailles. Il y joue également avec la cantatrice française Stéphanie d'Oustrac. Cette production sera captée et enregistré en DVD par Arte France, qui paraît en 2007.
En 2013, le chanteur participe à une version concert des Indes Galantes de Jean-Philippe Rameau avec la Simphonie du Marais à La Chabotterie dans les rôles de Valère et Tacmas. La prestation du chanteur est saluée en particulier dans la qualité de sa diction et la compatibilité de sa voix avec le style baroque de l'ouvrage,.
François-Nicolas Geslot interprète le rôle de Don Quichotte dans l'opéra Don Quichotte chez la duchesse du compositeur français Joseph Bodin de Boismortier en 2015 avec Le Concert spirituel dirigé par Hervé Niquet à l'Opéra de Versailles. Cette production donne lieu à une captation vidéo et à une publication en DVD en 2016 chez Alpha Classics.

### Collaborations
Le chanteur collabore pendant de nombreuses années avec l'ensemble baroque dirigé par Hervé Niquet, le Concert spirituel et celui des Passions. Pendant plusieurs années, il participe au groupe vocal l'Arpège de Bordeaux.
En 2016, il participe au projet Les Trésors baroques des pénitents noirs lors du festival Labyrinthe Musical en Rouergue. Il s'agit de la redécouverte d'un ensemble de partitions de musique religieuse qui sont restés anonymes jusqu'à nos jours. Le musicologue Jean-Christophe Maillard travaille sur ces œuvres et sont rendues publiques des années plus tard. Le recueil est donné en concert lors du festival, François-Nicolas Geslot y est invité en tant que chanteur lyrique pour participer à sa création,. La performance est enregistrée et paraît en CD chez Paraty.

## Répertoire

### Voix
De tessiture ténor, la voix de François-Nicolas Geslot s'accommode à celle dite haute-contre, nommée ainsi pendant la période baroque. En cela, il joue régulièrement des œuvres du répertoire baroque français chez des compositeurs comme Jean-Baptiste Lully, Jean-Philippe Rameau ou Marc-Antoine Charpentier.
Il chante également dans des ouvrages hors des tragédies lyriques françaises, autour des oratorios ou cantates de Jean-Sébastien Bach. En général, il prête sa voix régulièrement à la musique sacrée baroque et classique.

## Autres rôles
- Il joue Daphnis, le Zéphyr, dans Daphnis et Chloé de Boismortier avec le Concert Spirituel à l'Arsenal de Metz en 2001.
- Entre 2009 et 2010, il joue dans Cosi fan tutte de Mozart en tournée en France, mis en scène par Yves Beaunesne et dirigé par François Bazola avec Marc Mauillon.
- En 2011, il participe à une production de Phaëton de Lully en tant que le Soleil, au Théâtre national de Sarrebruck sous la direction de Georges Petrou et mise en scène par Christopher Alden[11].
- En 2018, il joue Un prêtre/Un homme dans King Arthur d'Henry Purcell à l'Opéra des Nations de Genève.
- En 2022, il chante le rôle de Schmidt dans Werther de Jules Massent à l'Opéra de Bordeaux, sous la direction de Pierre Dumoussaud et mis en scène par Romain Gilbert[12],[13].

## Concerts
- En 2000, il fait partie des solistes du Concert d'Hiver de la Formation de Chambre en tournée en France. Y est donné la Symphonie no 45 de Joseph Haydn, un lieder de Johannes Brahms, la Messe en ut majeur de Ludwig Van Beethoven[14].
- En 2010, il chante les Grands Motets de Campra à la Chapelle Royale lors des Grandes Journées Campra avec Les Agrémens[15].
- En 2016, il participe au concert de Noël de Bach Collegium Paris où il chante l'Oratorio de Noël de Jean-Sébastien Bach[16].
- La même année, il donne sa voix pour un concert des œuvres sacrées de Antoine-Esprit Blanchard à la Chapelle Royale de Versailles. Sont jouées le Magnificat, De profundis et In exitu Israel, sous la direction de Jean-Marc Andrieu[17].
- En 2019, il chante la Passion selon Saint-Jean de Jean-Sébastien Bach[a] en tournée, avec notamment Les Heures Musicales de l'Abbaye de Lessay sous la direction de Benoît Haller[18].

## Enregistrements
- En 2005, il chante dans le Te Deum de Marc-Antoine Charpentier pour Ricecar dirigé par Jean Tubéry avec le Chœur de chambre de Namur.
- Il joue Mercure dans Proserpine de Jean-Baptiste Lully en 2008 avec Le Concert spirituel, Stéphanie d'Oustrac et Cyril Auvity pour Glossa Music.
- En 2016, il donne sa voix pour un enregistrement des œuvres sacrées de Antoine-Esprit Blanchard au Festival de Radio France à Montpellier. Sont jouées le Magnificat, De profundis et In exitu Israel, sous la direction de Jean-Marc Andrieu, avec l'orchestre baroque Les Passions[17]. Magnificat à la Chapelle Royale, Ligia Digital, 2016, 1 CD.